# Naya Gaun
Naya Gaun (nep. नयाँगाउँ) – gaun wikas samiti w zachodniej części Nepalu w strefie Bheri w dystrykcie Bardiya. Według nepalskiego spisu powszechnego z 2001 roku liczył on 768 gospodarstw domowych i 5815 mieszkańców (2863 kobiet i 2952 mężczyzn).